# Sanctuaire Jésus-le-Nazaréen d'Arroyo Arenas
Le sanctuaire Jésus-le-Nazaréen ou Jésus-le-Nazaréen-de-la-Délivrance est une église située à Arroyo Arenas à La Lisa, municipalité de La Havane à Cuba, que l’Église catholique rattache à l’archidiocèse de La Havane. La Conférence des évêques catholiques de Cuba l’a désigné sanctuaire national, en 1955.
L’église est dans un mauvais état et est actuellement fermée, bien que toujours considérée sanctuaire national.

## Historique
Une petite chapelle est construite dans le village d’Arroyo Arenas en 1790, accompagnée cinq ans plus tard d’un ermitage. Elle est remplacée par une église en 1811, mais celle-ci se détériore rapidement ; elle est finalement reconstruite presqu’à l’identique en 1840.

## Description
On peut accéder à l’église par deux escaliers, qui étaient des marqueurs de la classe sociale : les familles aisées passaient par l’escalier à droite en sortant, tandis que le peuple passait par l’escalier de gauche.